# Theodor Kery
Theodor Kery (Hongaars: Kéry Tivadar) (Mannersdorf an der Rabnitz, 24 juli 1918 - Kobersdorf, 9 mei 2010) was een Oostenrijks politicus van de Sociaaldemocratische Partij van Oostenrijk. Hij was gedurende een periode van 21 jaar gouverneur van Burgenland.